# São Paio de Merelim
São Paio de Merelim is een plaats (freguesia) in de Portugese gemeente Braga en telt 2 365 inwoners (2001).